# Jēkabpils
Jēkabpils (dt.: Jakobstadt) ist eine Stadt im Osten Lettlands, an der Düna auf halbem Weg zwischen Riga und Daugavpils. Sie gilt als die inoffizielle Hauptstadt der Landschaft Sēlija. Im Jahre 2022 zählte Jēkabpils 21.339 Einwohner.
Die historischen Teile Jēkabpils und das nördliche eingemeindete Krustpils liegen auf beiden Seiten der Düna, die hier von einer Brücke überspannt wird. Seit dem 1. Juli 2021 ist die Stadt Teil des Bezirks Jēkabpils.

## Geschichte
Das Gebiet war Teil des Staates Jersika. 1237 ließen die Ritter des Livländischen Ordens auf der rechten Flussseite eine Burg aus Stein, „Cruczeborch“ (Kreutzburg), errichten.
Bei der Teilung Livlands 1561 wurde die Region südlich der Düna Teil des Herzogtums Kurland und Semgallen. 1655 wird die Siedlung Sloboda erwähnt, die aus Kriegsflüchtlingen bestand. Während des 17. Jahrhunderts siedelten sich auch Russland verfolgte Altgläubige in Sloboda an. Bis 1670 wuchs deren Siedlung allmählich um ein Wirtshaus namens Salas Krogs (Inselkrug) herum zu einer Stadt auf der linken Flussseite. Der Herzog von Kurland, Jakob Kettler, der ihr die Stadtrechte verlieh, gab ihr den Namen Jakobstadt.
Im Großen Nordischen Krieg wurde Jakobstadt 1700 von den Schweden und 1704 von den Russen erobert. Nach der kurz darauf folgenden Schlacht bei Jakobstadt war der Vormarsch allerdings beendet. 1710 wütete eine Pest-Epidemie, doch nach Kriegsende 1721 erholte sich die Wirtschaft wieder. 1764 wurde eine Fähre nach Kreutzburg eingerichtet.
Ab 1796 gehörte Jekabpils zum russischen Gouvernement Kurland. In einer Landeskunde von 1808 heißt es: „In dieser Gegend sind viele von den bekannten Bärenführern zu Hause, die mit ihren Tanzbären in der halben Welt herumziehen.“
Der Bau der Eisenbahnlinie von Riga nach Daugavpils auf der anderen Düna-Seite verringerte die verkehrstechnische Bedeutung von Jekabpils. Trotzdem ist ein wirtschaftlicher Aufschwung bis zum Beginn des Ersten Weltkriegs zu verzeichnen. Bei den Kämpfen an der Düna in diesem Krieg wurden 280 Gebäude zerstört. Ab Juli 1919 nutzte die Baltische Landeswehr Jekabpils als Basis für eine Verteidigungsstellung nach Osten.
1932 wurde eine Zuckerfabrik errichtet und 1936 entstand eine Brücke mit Schmalspurverbindung nach Krustpils.
Die Brücke wurde im Zweiten Weltkrieg zerstört, aber 1962 wieder aufgebaut. In diesem Jahr wurde Krustpils eingemeindet. Große Unternehmen waren eine große Näherei, eine Stahlbeton-Fertigteile-Fabrik, die Molkerei und eine Konserven-Fabrik. Nach der Unabhängigkeit Lettlands 1991 wurden viele Unternehmen geschlossen.

## Wappen
Beschreibung: In Blau steht vor einer grünen Tanne ein goldener Luchs auf grünem Schildfuß. Einer örtlichen Legende über den Ursprung der Stadt zufolge verlief sich der Herzog einst auf der Jagd. An der Düna sah er gleichzeitig einen Luchs unter einer Tanne und eine Stadt. Das Bild des Luchses unter der Tanne findet sich heute auf dem Stadtwappen.

## Sehenswürdigkeiten
- Gebäude des Stadtrats, errichtet 1880 als Amtsgericht
- Evangelisch-Lutherische Kirche St. Michael, erbaut von 1769 bis 1807
- Römisch-katholische Kirche der Geburt der Jungfrau Maria, von 1853 bis 1866 erbaut
- Orthodoxe Kirche Mariä Himmelfahrt, 1783 errichtet
- Orthodoxes Männerkloster des heiligen Geistes mit der 1888 im neobyzantinischen Stil erbauten Heiligengeistkirche sowie der 1774 errichteten Kirche St. Nikolaus der Wundertäter
- Kirche der Altgläubigen, 1862 erbaut

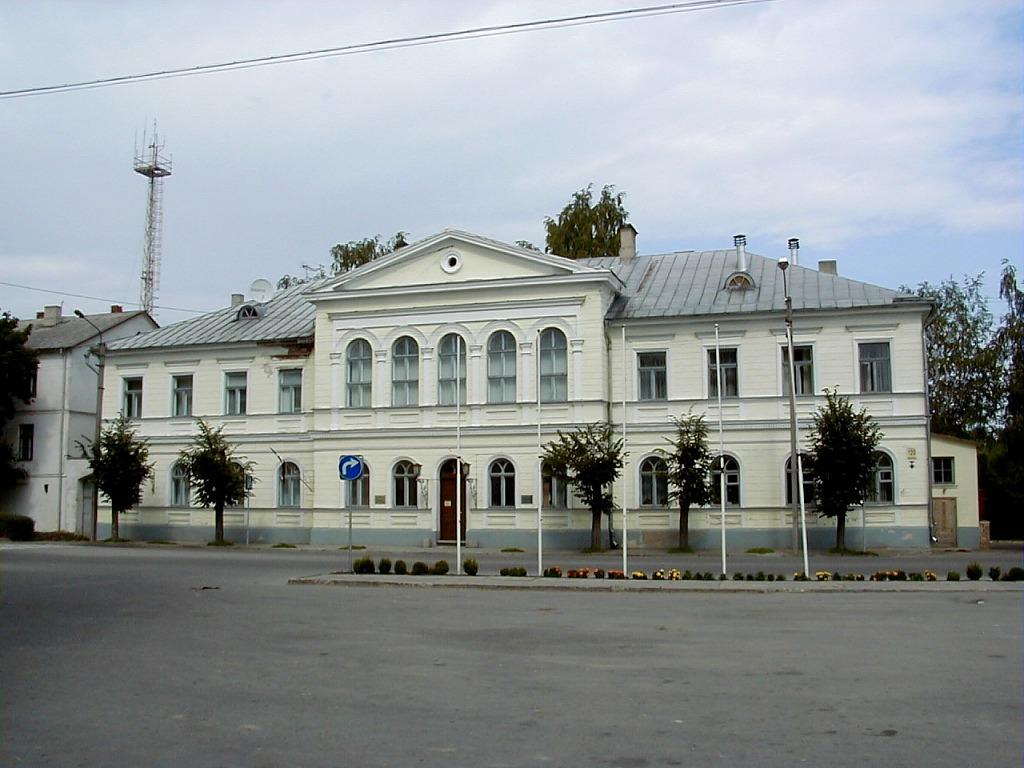
Gebäude des Stadtrats
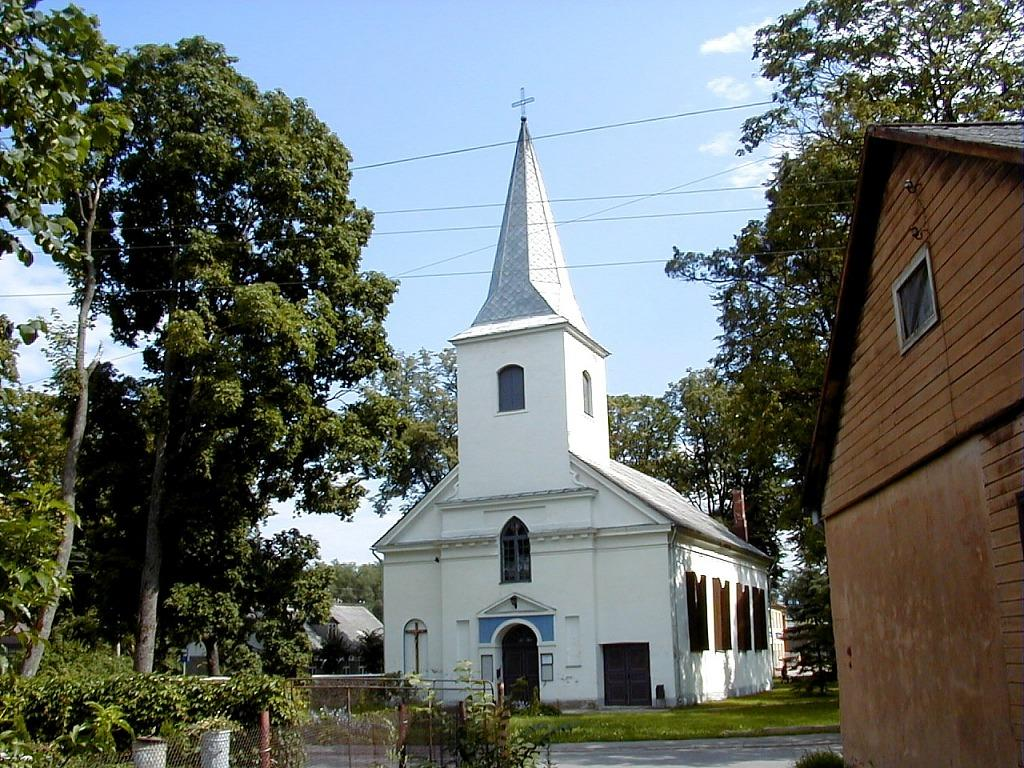
Lutherische Kirche des Heiligen Michael
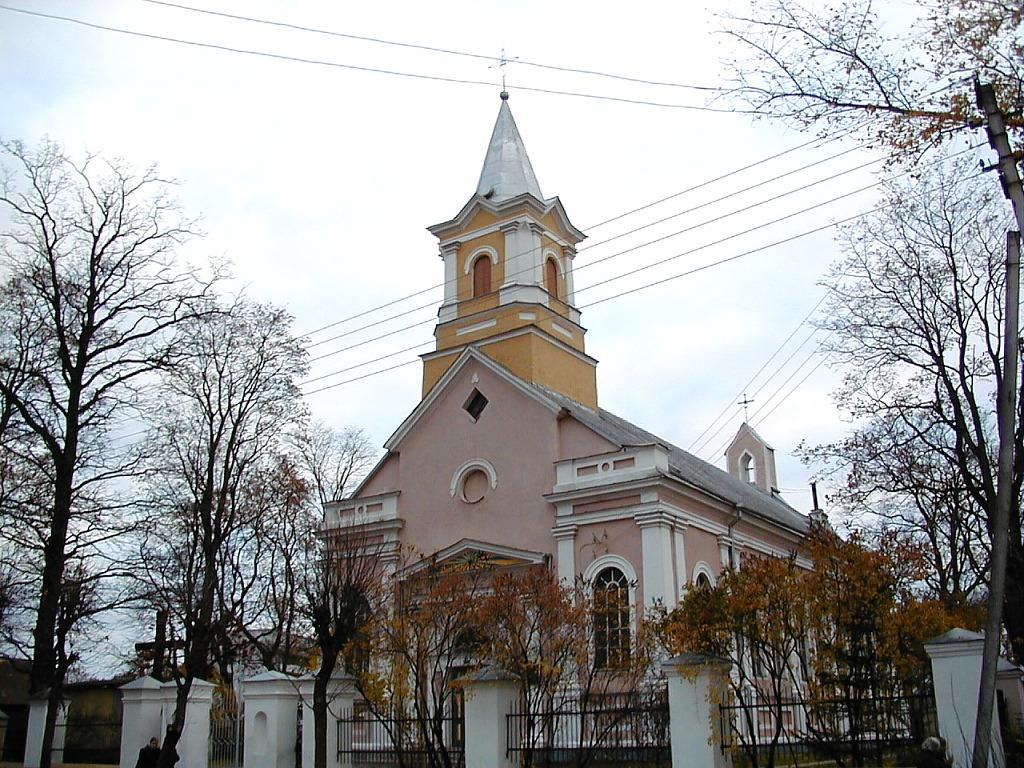
Katholische Kirche der Geburt der Allerheiligsten Jungfrau Maria
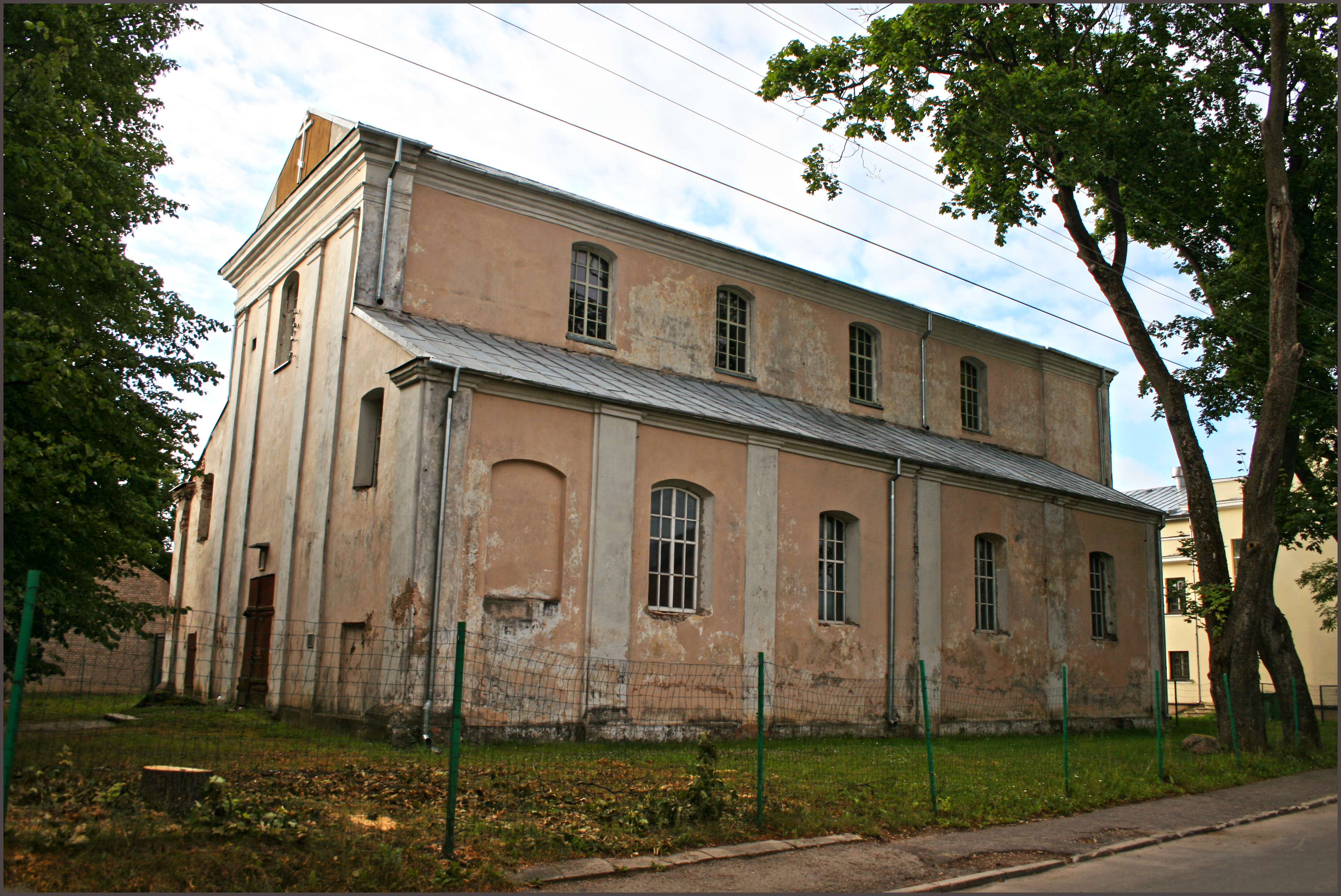
Orthodoxe Kirche Mariä Himmelfahrt
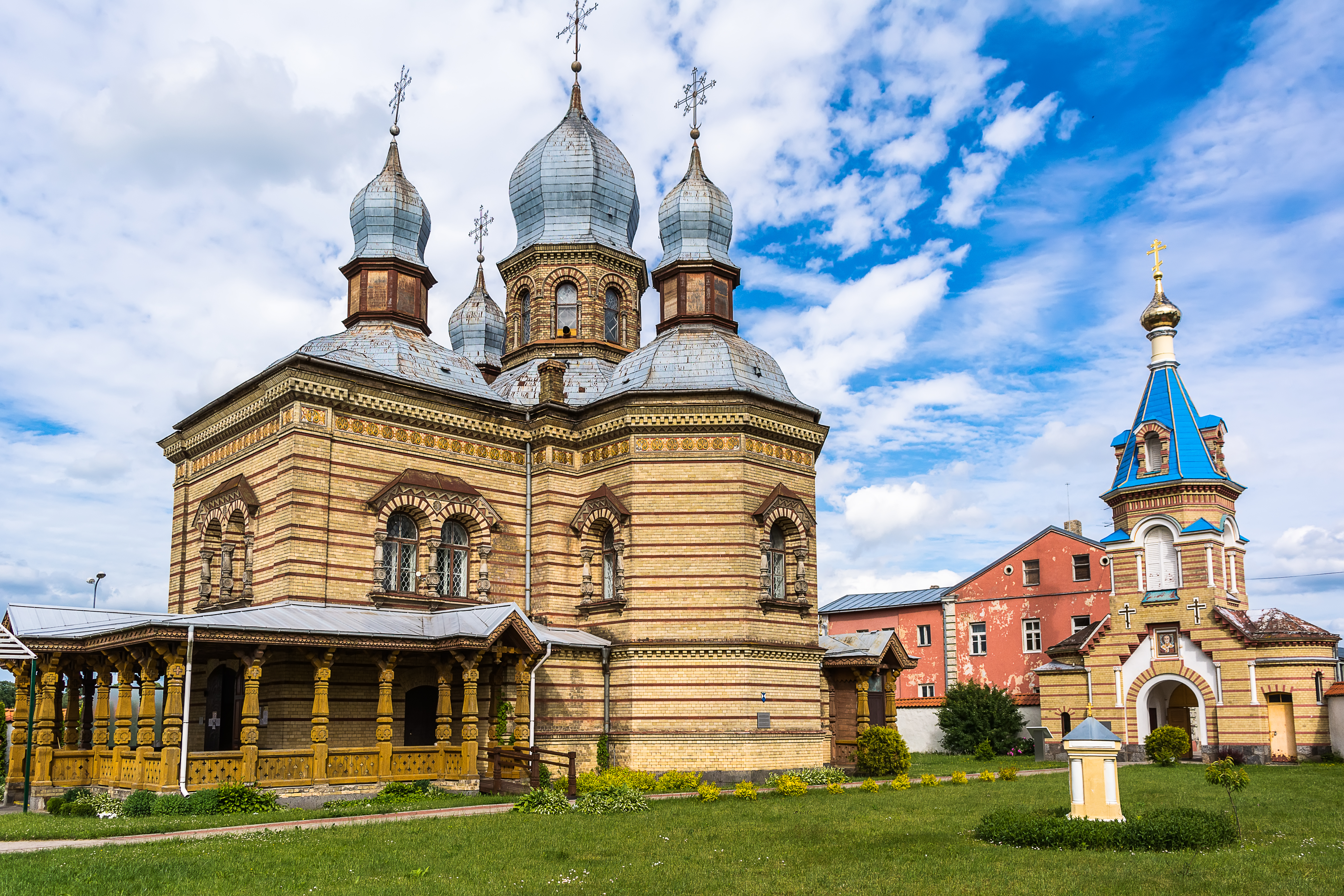
Orthodoxe Klosterkirche zum Heiligen Geist
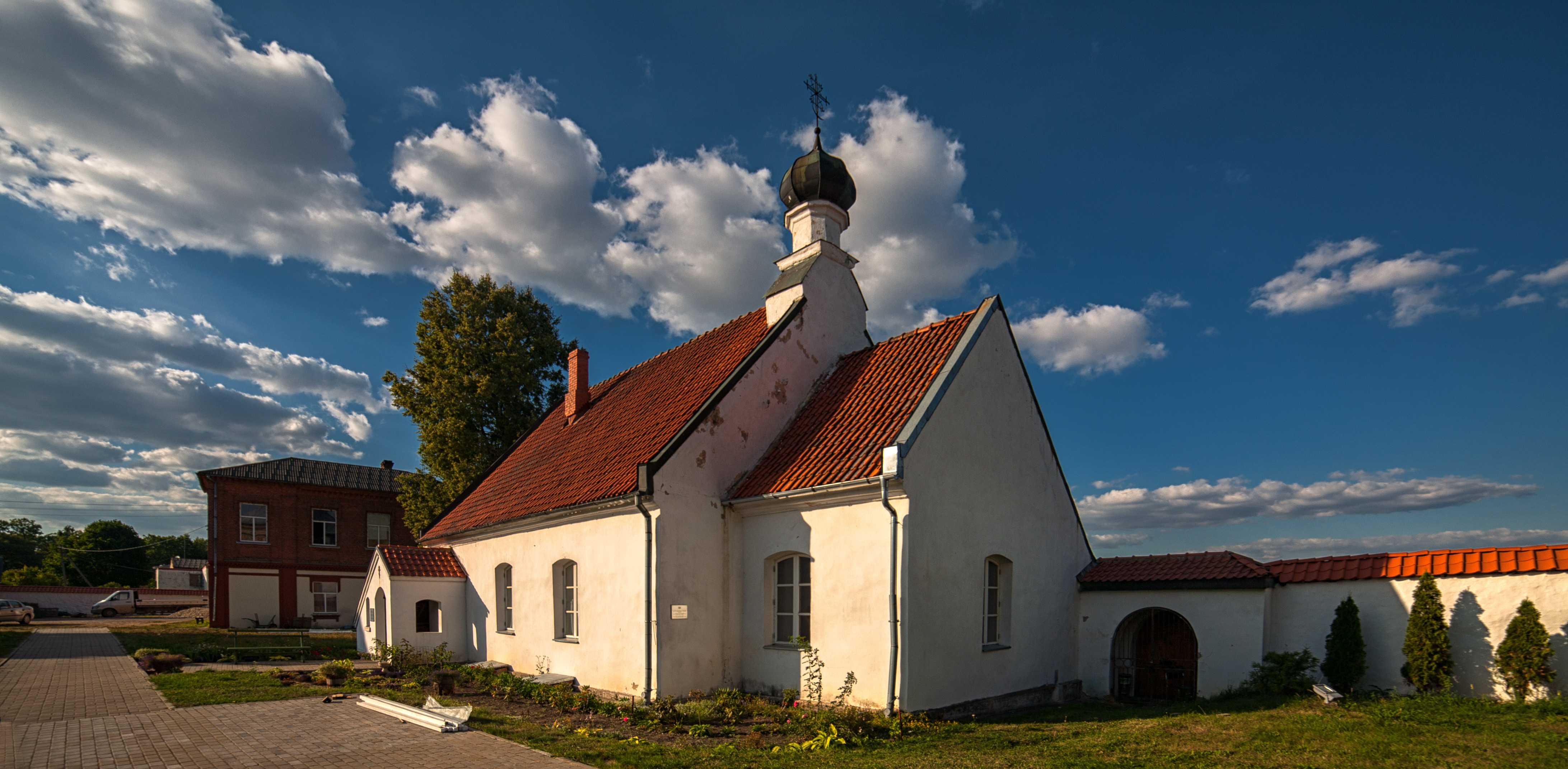
Orthodoxe Nikolauskirche im Heiligengeistkloster
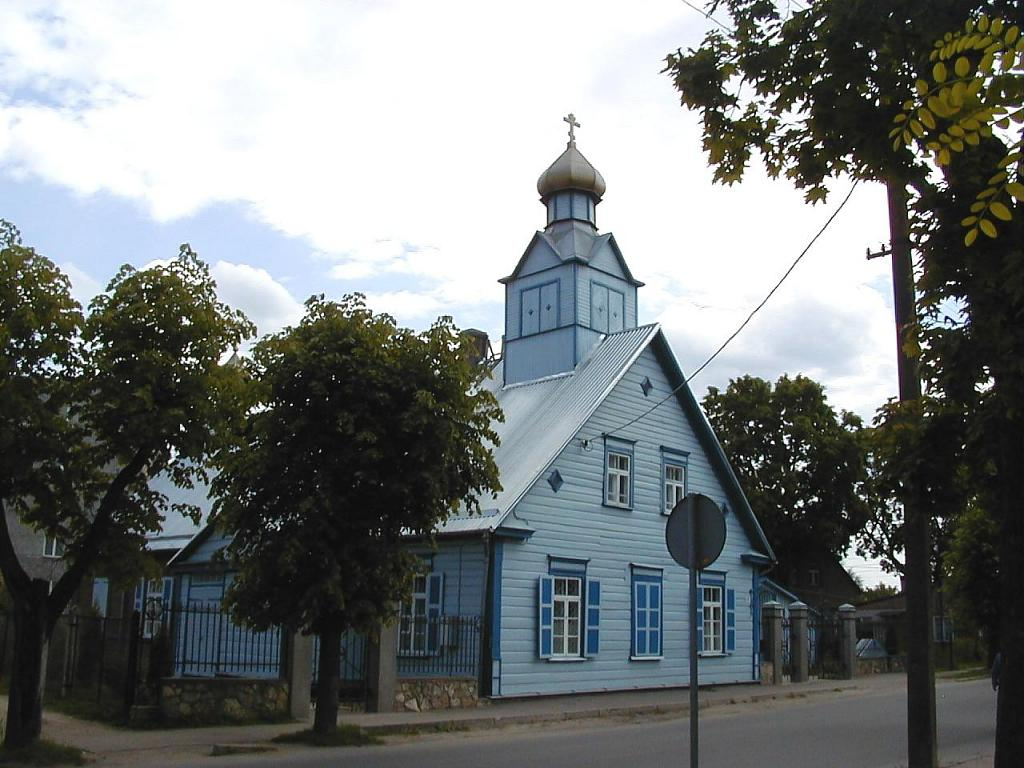
Kirche der Altgläubigen
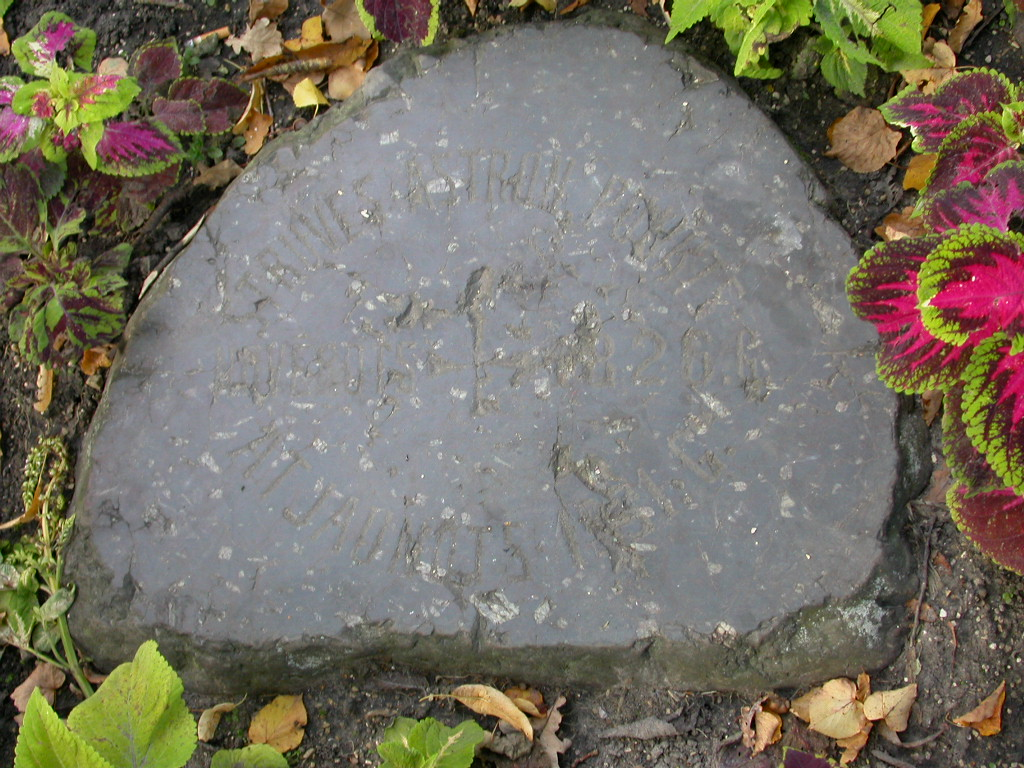
Messpunkt des Struve-Bogens

In Tadenava, unweit von Jēkabpils, befindet sich das Gedächtnismuseum für Rainis, zwischen Nereta und Aknīste das von Jānis Jaunsudrabiņš mit dem Namen „Riekstiņi“. Weitere Sehenswürdigkeiten der Umgebung sind die Schlösser von Justine und Dignāja und der höchste Punkt von Sēlija, der Ormaņkalns, in der Gegend von Klauce. Der Struve-Bogen, ein langgestrecktes Netz geodätischer Vermessungspunkte, besitzt hier einen Messpunkt.

## Partnerstädte
- Sokołów Podlaski, Polen, seit 1987
- Melle, Deutschland, seit 1994
- Maardu, Estland, seit 2003
- Czerwionka-Leszczyny, Polen, seit 2004
- Lida, Belarus, seit 2005

## Söhne und Töchter der Stadt
- Katharina I. (Russland) (1684–1727), Frau Zar Peters des Großen
- Ewald Sigismund Tobien (1811–1860), deutsch-baltischer Rechtswissenschaftler
- Harald Siewert (1887–1945), deutsch-baltischer Nachrichtendienstler und politischer Funktionär (NSDAP)
- Aivars Lembergs (* 1953), Politiker und Unternehmer
- Solomon Israilewitsch Ginsburg (* 1959), russischer Historiker und Politiker in der Oblast Kaliningrad
- Andrejs Piedels (* 1970), Fußballtorwart
- Kaspars Pudāns (* 1976), Brigadegeneral
- Valts Eiduks (* 1986), Skilangläufer
- Andris Džeriņš (* 1988), Eishockeyspieler
- Deniss Rakeļs (* 1992), Fußballspieler